# Hälltjärnen, Norrbotten
Hälltjärnen är en sjö i Bodens kommun i Norrbotten och ingår i Altersundets huvudavrinningsområde.